# Сёстры Битвы

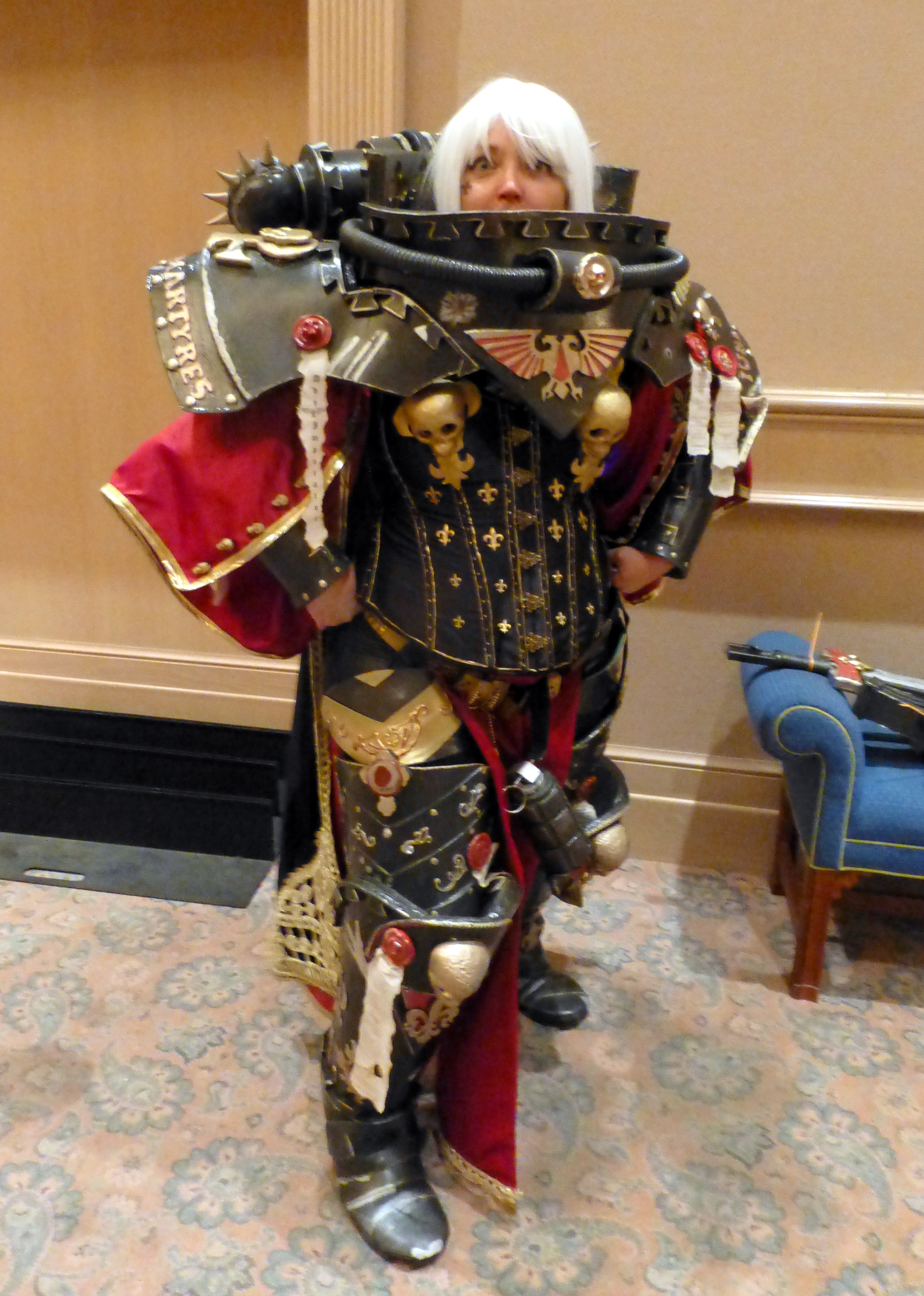
Косплей

Сёстры Битвы (англ. Sisters of Battle), или Адепта Сороритас (искаж. лат. Adepta Sororitas) — вымышленная военно-религиозная женская организация во вселенной настольных и компьютерных игр Warhammer 40,000. Боевое подразделение государственной церкви Империума — Экклезиархии.

## История

Фрагмент игрового стола во время партии в Warhammer 40,000. Видны несколько миниатюр Сестёр Битвы

Сёстры Битвы были впервые упомянуты в книге правил Warhammer 40,000: Rogue Trader для первой редакции настольного варгейма Warhammer 40,000, изданной в 1987 году; в ней были даны краткое описание Адепта Сороритас и иллюстрация внешнего вида сестры, не претерпевшего с тех пор существенных изменений. Указание каких-либо игровых характеристик Сестёр Битвы отсутствовало.
В 1997 году вышла книга правил Codex: Sisters of Battle для второй редакции игры, сделавшая доступной армию Сестёр Битв для игроков. Дизайн первого выпущенного набора игровых миниатюр разработал Джес Гудвин (англ. Jes Goodwin). В третьей редакции Сёстры Битвы вошли в состав одной из армий Инквизиции — Охотников на ведьм Ордо Еретикус, для которой в 2003 году был выпущен соответствующий свод правил Codex: Witchhunters. В 2011 году в двух номерах White Dwarf был опубликован свод правил Codex: Sisters of Battle для пятой редакции варгейма, официально заменяющий предыдущий. В пятой редакции игровая армия Охотников на ведьм была расформирована: Сёстры Битвы снова были выделены в отдельную одноимённую армию, тогда как Ордо Еретикус были объединены с армией Серых Рыцарей (за исключением шагохода Penitent Engine, оставшегося в армии Сестёр). Помимо урезания состава армии, она была существенно ослаблена в новых правилах при фактическом отсутствии компенсировавших бы это нововведений, что вызвало широкую критику со стороны игроков. На 2020 год был намечен выпуск нового кодекса для фракции.
В 2008 году, после выхода дополнительной книги правил The Inquisitor’s Handbook, Сёстры Битвы стали доступны в качестве класса персонажа в настольной ролевой игре Warhammer 40,000 Roleplay: Dark Heresy.

### В компьютерных играх
Дебютом в компьютерных играх для фракции стало появление отдельных юнитов Сестёр в составе армии Империума в пошаговой стратегии Warhammer 40,000: Rites of War 1999 года. Следующим стало появление в стратегии в реальном времени Warhammer 40,000: Dawn of War — Soulstorm 2008 года, в которой Сёстры Битвы были добавлены уже как отдельная доступная игроку армия. Помимо присутствия в официальном дополнении Soulstorm, Сёстры Битвы в качестве основной части армии Охотников на ведьм фигурируют в Witch Hunters: Adepta Sororitas Mod, глобальной фанатской модификации для Warhammer 40,000: Dawn of War. Разработка модификации началась в январе 2005 года, в 2007 году началось открытое тестирование, но затем проект был заморожен на неопределённый срок и его реализация состоялась только 13 ноября 2015 года. Примечательно, что дизайн Сестёр Битвы в созданных независимо официальном и любительском дополнениях существенно различается. В декабре 2022 г. через DLC фракция стала доступной в игре Warhammer 40,000: Gladius – Relics of War.

## Описание
Адепта Сороритас разделяются на монастыри. По приказу высшего Экклезиарха сёстрами управляет Аббатиса. Она не принадлежит ни к одному ордену и выбирается конвентом Канонисс, глав орденов. Аббатиса обладает большой властью в Священном Синоде, высшем органе церкви. За ней идут Настоятельницы Монастырей, ниже Настоятельниц в иерархии Сестёр стоят Канониссы — главы орденов.
Внутри старших орденов существуют младшие ордены, имеющие свои геральдические цвета и боевые традиции. Самым известным среди таких орденов является Орден Нашей Девы-Мученицы. Внутри самих же орденов поддерживается строгая иерархия. Канонисса и её сёстры-игуменьи тренируют сестёр в путях войны. Основным источником пополнения Адепта Сороритас является Схола Прогениум, приют для сирот служителей Империума, которые сложили свои головы на имперской службе. Хотя очень многие ученицы мечтают стать сёстрами битвы, лишь немногие, показавшие достаточно высокие результаты, попадают в Адепта Сороритас, и ещё меньшее количество — непосредственно в боевые подразделения орденов.
В отличие от обычных войск, таких как Имперская Гвардия, Сёстры Битвы нечасто принимают участие в полномасштабных боевых действиях, а чаще всего выполняют миссии Экклезиархии. Они несут службу в крепостях Империума и присматривают за имперскими храмами. Но в случае угрозы от сил Хаоса или других врагов они вступают в бой, защищая планеты Империума.
Адепта Сороритас — единственное военное подразделение Империума, помимо Адептус Астартес, и Инквизиции, имеющее на вооружении силовую броню.

### Кодексы и книги правил
- Gavin Thorpe, John Blanche. Codex: Sisters of Battle (2nd Edition). — Nottingham: Games Workshop, 1997. — 64 с. — ISBN 1-87237-214-7, ISBN 978-1-872372-14-3.
- Graham McNeil, Andy Hoare, Pete Haines. Codex: Witchhunters (3rd Edition) / Dylan Owen, Nathan Winter, Michelle Barson. — Nottingham: Games Workshop, 2003. — 64 с. — ISBN 1-84154-485-X, ISBN 978-1-84154-485-4.

### Художественная литература
- James Swallow[англ.]. Faith and Fire. — Nottingham: Black Library[англ.], 2006. — 416 с. — (Sisters of Battle). — ISBN 1-84416-289-3, ISBN 978-1-84416-289-5, ISBN 1-84416-422-5, ISBN 978-1-84416-422-6.
- James Swallow[англ.]. Hammer and Anvil. — Nottingham: Black Library[англ.], 2011. — 416 с. — (Sisters of Battle). — ISBN 1-84970-066-4, ISBN 978-1-84970-066-5.

### Периодические издания
- Пётр Тюленев, Андрей Чаплюк. Огнём и мечом. Вселенная Warhammer 40,000 // Мир фантастики : журнал. — март 2005. — № 3 (19). — С. 69—73.
- Олег Казанцев. Warhammer 40000: Dawn of War: Сквозь тьму к звездам. Часть первая // Лучшие компьютерные игры : журнал. — май 2006. — № 5 (54).
- Охотники на ведьм: выбор армии и тактики // FANтастика : журнал. — май 2007. — № 3. — С. 118—121.
- Сёстры Битвы // FANтастика : журнал. — сентябрь 2007. — № 7. — С. 120—127. — ISSN 1992-6359.
- Ismet Bachtiar, Lim Wei Zhen. The Sisters of No Mercy (англ.) // GameAxis Unwired : magazine. — january 2008. — № 52. — С. 22—26.
- Константин Закаблуковский. Warhammer 40000: Dawn of War — Soulstorm // Лучшие компьютерные игры : журнал. — май 2008. — № 5 (78).
- Сергей Чекмаев, Игорь Куликов. За веру! Религии Warhammer 40,000 // Мир фантастики : журнал. — июнь 2008. — № 6 (58). — С. 134—139.